# Anna Gardell-Ericson
Anna Maria Gardell-Ericson  (Visby, 1853. október 10. – Stockholm, 1939.) svéd festőművész.

## Élete
A festészet alapjait 1872 és 1878 között Per Daniel Holm stockholmi festő mellett szerezte meg. Mestere megismertette a francia plein air nagyjaival, a barbizoni iskola művészeivel, Charles-François Daubigny-val és Jean-Baptiste Camille Corot-val.
1875 és 1877 között részt vett a Svéd Művészeti Akadémia kiállításain. 1876-ban ő is képviselte Svédországot Philadelphiában a Centenáriumi Kiállításon, és díjat nyert.
1879-ben már gyakorlott festőként érkezett Párizsba, ahol Alexander Louis Leloir és Ferdinand Heilbuth voltak tanárai. 1883-ig naplót vezetett, amelyben elismeréssel írt a mára már szinte elfelejtett plein air festőkről, Jules-Ferdinand Jacquemart-ról és Gustave Jacquet-ról. Gardell-Ericson másolatot készített az Akvarellisták francia társaságának kiállított képeiről. Jelen volt akvarelljeivel a Salonon 1882-ben. Képeire felfigyeltek a műkereskedők, és havi 1000 frankos szerződést kötöttek vele. 1883-ban Bostonban vett részt kiállításon és érmet nyert. Közelgő kolerajárvány rémhíre járta, ezért férjével visszautazott Svédországba. Göteborgban telepedtek le, férje művésztanár lett az egyetemen.

## Galéria

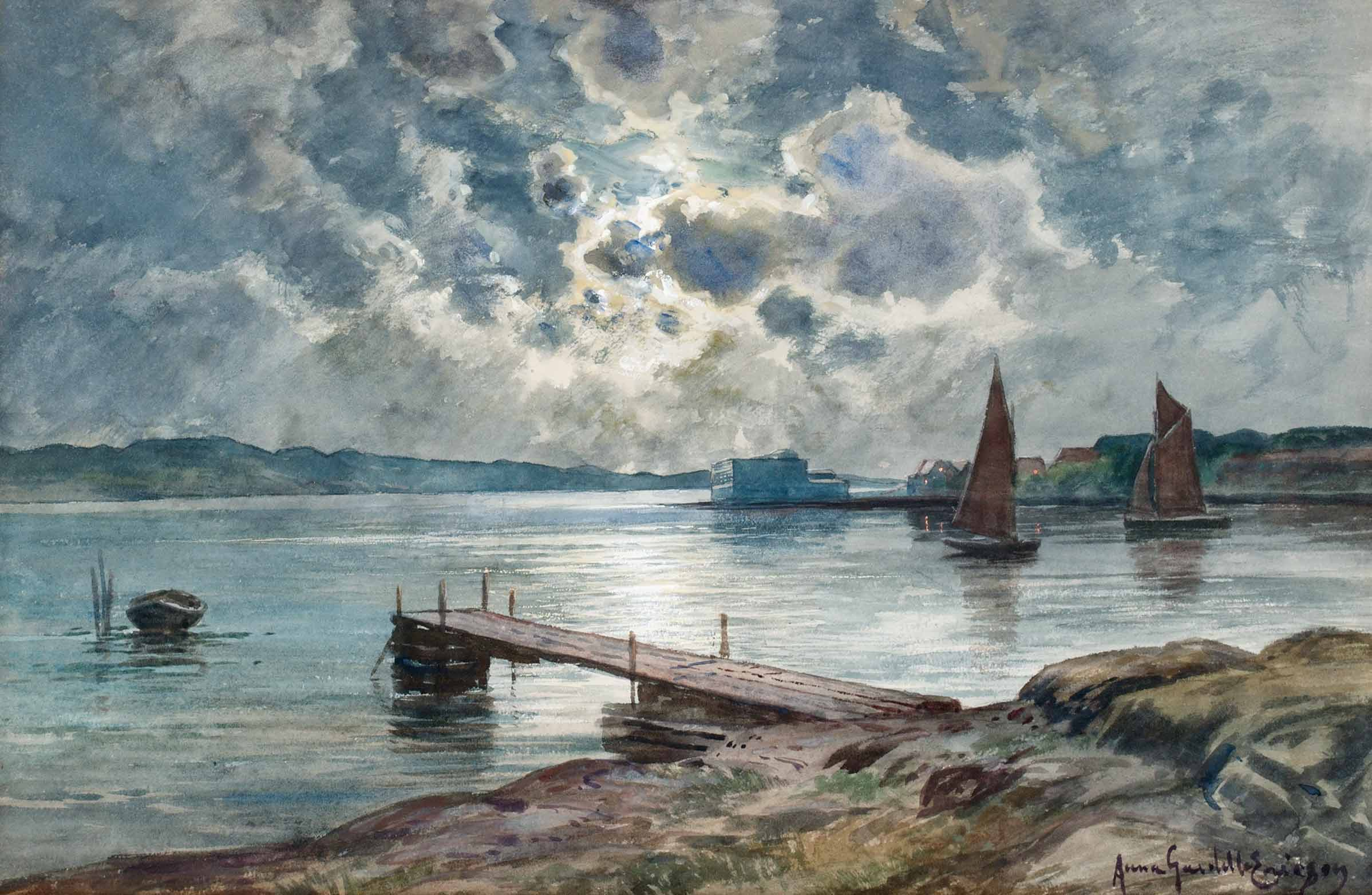
Marstrand
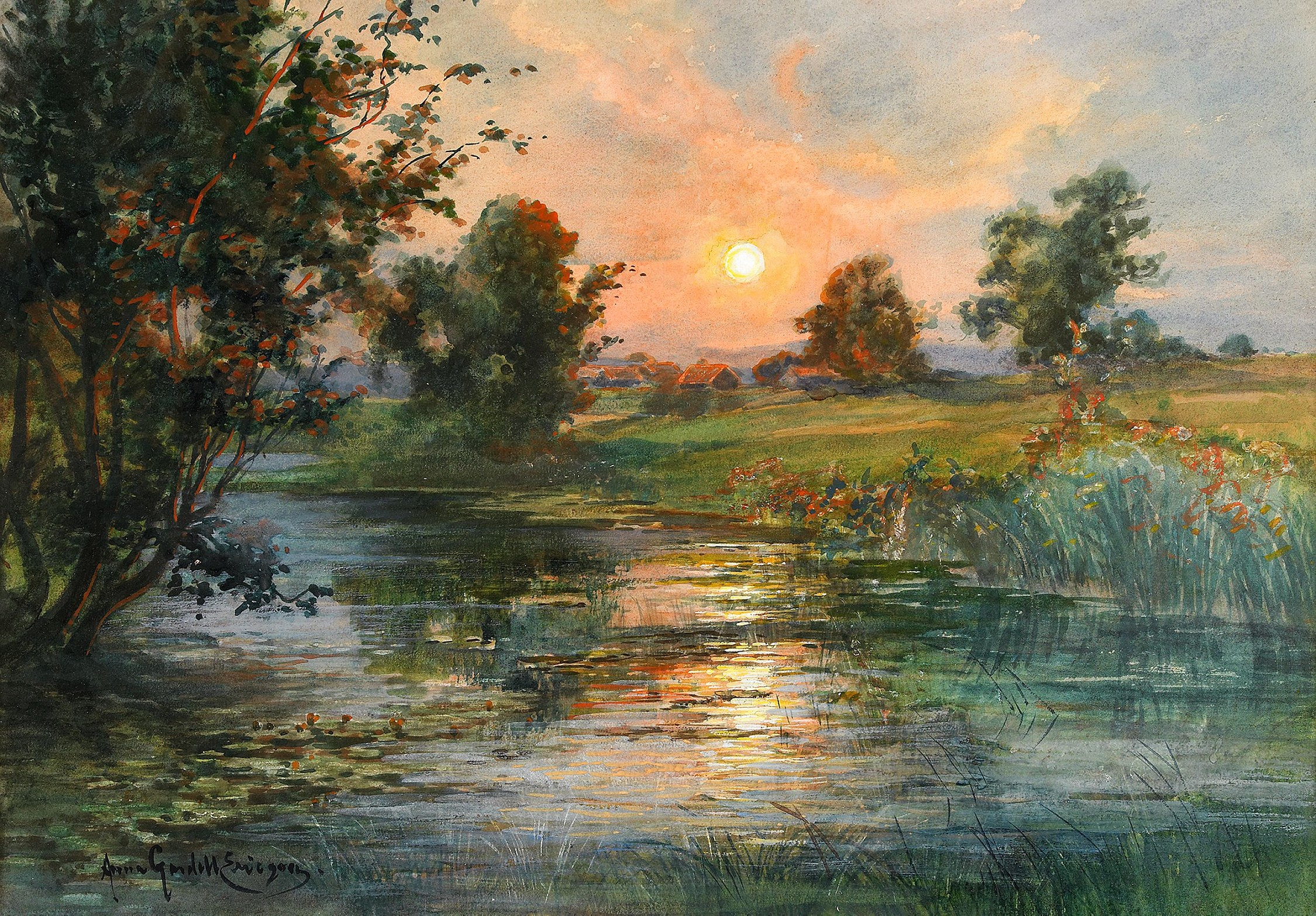
Napkelte a víz felett